# Коржавіни
Коржа́віни (рос. Коржавины) — присілок у складі Орічівського району Кіровської області, Росія. Входить до складу Істобенського сільського поселення.
Населення становить 10 осіб (2010, 16 у 2002).
Національний склад станом на 2002 рік — росіяни 100 %.